# Philip McLaren
Philip McLaren (* 1943 in Redfern) ist ein  australischer Filmproduzent und Schriftsteller.

## Leben
Philip McLaren bekennt sich zu seiner Abstammung von den indigenen Kamilaroi aus dem Nordwesten von New South Wales.
Er arbeitet, auch außerhalb Australiens, als freischaffender Produzent von Fernseh- und Filmdokumentationen. 1980 erhielt er einen Auftrag für die Regie einer Performance im Sydney Opera House anlässlich des Besuchs von Königin Elisabeth II. in Australien.
Sein erster Roman Sweet Water – Stolen Land wurde 1992 mit dem „David Unaipon Award“ für neue indigene Literatur der Aborigines ausgezeichnet.
McLaren lebt mit seiner Frau und zwei Kindern in Sydney.

## Werke (Auswahl)
- Sweet water-stolen land. St. Lucia, Qld., Australia: University of Queensland Press 1993
- Scream black murder : a WorldKrime mystery. Kriminalroman. HarperCollins 1995.
- Lightning mine. Kriminalroman. Pymble, Sydney, NSW: HarperCollins, 1999.
- There'll be new dreams.  Broome, WA: Magabala Books, 2001
- Murder in Utopia. Federal, N.S.W.: Cockatoo Books, 2008